# Pizzicato-Polka

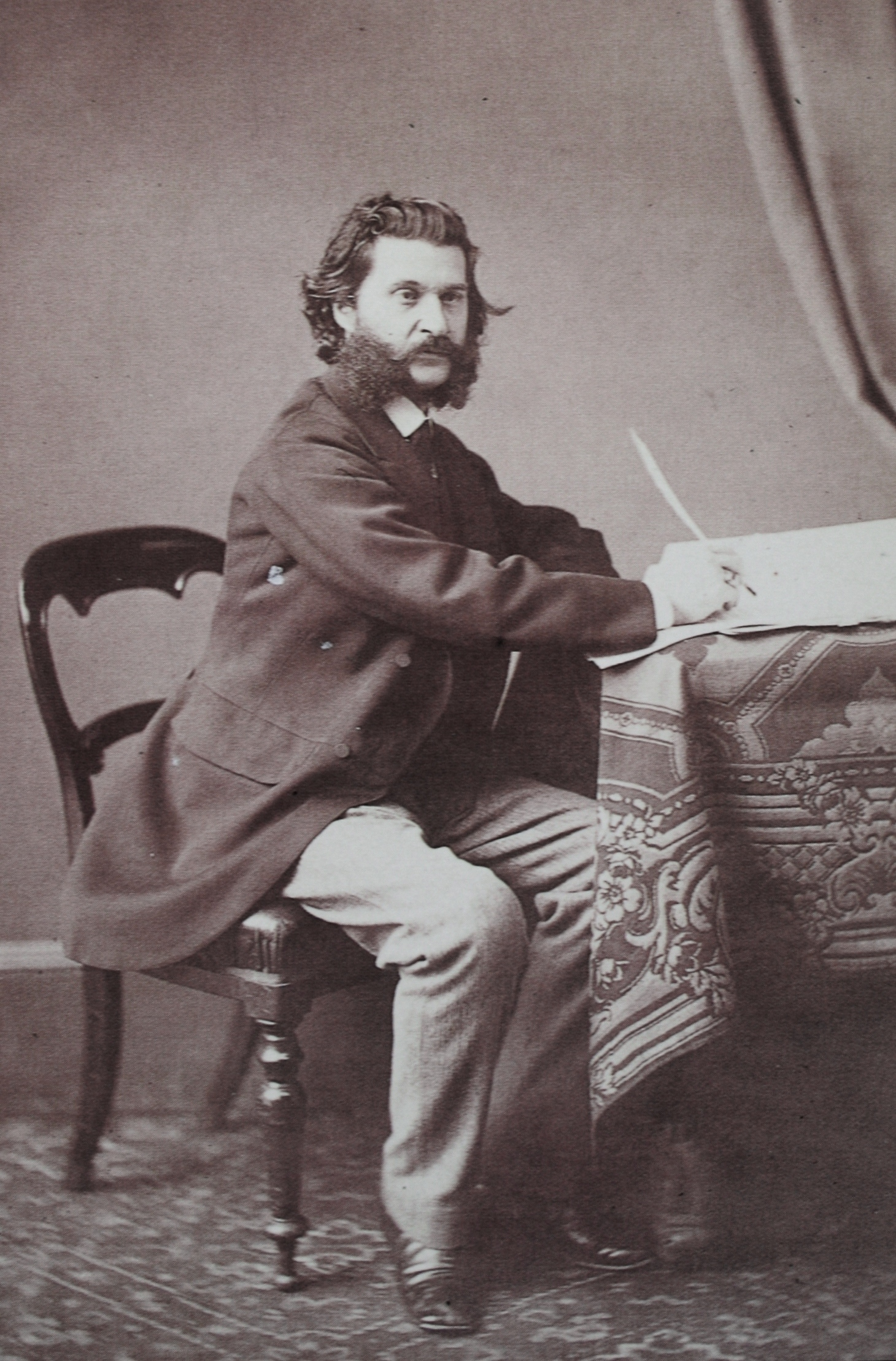
Johann Strauss, 1879

Pizzicato-Polka o Pizzicato Polka (Polca Pizzicato), Opus 234 es una polca compuesta por los hermanos Johann Strauss (hijo) y Josef Strauss en 1869.

## Historia
En 1868 Josef accedió a viajar a Rusia con su hermano Johann para actuar como sustituto en una serie de conciertos en el Palacio Pávlovsk, en San Petersburgo. Durante este viaje, Josef expuso a Johann su antigua intención de componer una polca en forma de pizzicato. 
La pieza fue mostrada con gran éxito al público ruso el 24 de junio de 1869. Se convertiría así en la primera polca pizzicato, puesto que la composición de Leo Delibes de su ballet Sylvia data del año 1876.
De vuelta a Austria, Josef Strauss mostró la pieza en la Sofienbad-Saal vienesa el día 14 de noviembre del mismo año, con igual éxito que en Rusia.